# جاروب‌ماهی
جاروب‌ماهی (نام علمی: Pempheridae) نام یک تیره از زیرراسته سوف‌ماهی‌شکلیان است.